# Kuwayama nigricapita
Kuwayama nigricapita är en insektsart som beskrevs av Crawford 1918. Kuwayama nigricapita ingår i släktet Kuwayama och familjen spetsbladloppor. Inga underarter finns listade i Catalogue of Life.